# Zooencyrtus partipilum
Zooencyrtus partipilum är en stekelart som beskrevs av Girault 1923. Zooencyrtus partipilum ingår i släktet Zooencyrtus och familjen sköldlussteklar. Inga underarter finns listade i Catalogue of Life.